# Дунайское оледенение
Дунайское оледенение — оледенение в Альпах, происходившее в четвертичном периоде, относится исследователями к началу плейстоцена или концу плиоцена (около 1,5—1,8 млн лет назад). Оно не входит в традиционную схему четырёх ледниковых эпох Альп Альбрехта Пенка. Было выделено немецким геологом Бартелем Эберлем в 1928 году и названо в честь Дуная. Дунайское оледенение является древнейшим оледенением Альп, доказательства которого имеются за пределами региона Иллер-Лех. Оно происходило после Бибер-дунайского потепления и до Дунай-гюнцского потепления.

## Характеристика
Перед его выделением в качестве отдельного оледенения, ледниковые отложения относились исследователями к так называемому Миндельскому оледенению. Отделение Дунайского оледенения от более раннего Биберского и более позднего Гюнцского было сделано на основе анализа расположения зандров.
Как и другие, более ранние гляциалы Альп, трудно точно охарактеризовать место Дунайского оледенения в схеме альпийских оледенений. Согласно Хаббе (2007), его, вероятно, можно приравнять к комплексу Менапиум голландской схемы оледенений (соответствует Пинаускому оледенению в Северной Германии). Это утверждение не доказано, однако если оно выполняется, то Дунайское оледенение соответствует этапам MIS 26-28 Изотопной хронологии, то есть примерно 950 000—1 000 000 лет назад.
Во время Дунайского оледенения, вероятно вся альпийская область была покрыта льдом, из которого отдельные нижние концы ледников выходили на предгорья. Очень разные временные классификации, основанные на окаменелостях, свидетельствуют о том, что ледниковые гравийные террасы образовались в несколько этапов.
Остатки нижней гравийной террасы Дунайского оледенения состоят главным образом  из сильно выветренного гравия из Известняковых Альп и находятся в основном на высоких зандрах в области Иллер-Лех.